# Aérodrome de Joinville - Mussey
L’aérodrome de Joinville - Mussey (code OACI : LFFJ) est un aérodrome agréé à usage restreint, situé sur la commune de Mussey-sur-Marne dans la Haute-Marne (Champagne-Ardenne).
Il est utilisé pour la pratique d’activités de loisirs et de tourisme (aviation légère).

## Histoire
L'aérodrome de Joinville - Mussey a été créé sur la commune de Mussey-sur-Marne, à 9 km au sud de Joinville, et officiellement ouvert le 21 juillet 1966.

## Installations
L’aérodrome dispose d’une piste en herbe orientée est-ouest (10/28), longue de 660 mètres et large de 60.
L’aérodrome n’est pas contrôlé. Les communications s’effectuent en auto-information sur la fréquence de 123,500 MHz.
S’y ajoutent :
- une aire de stationnement ;
- des hangars[3].

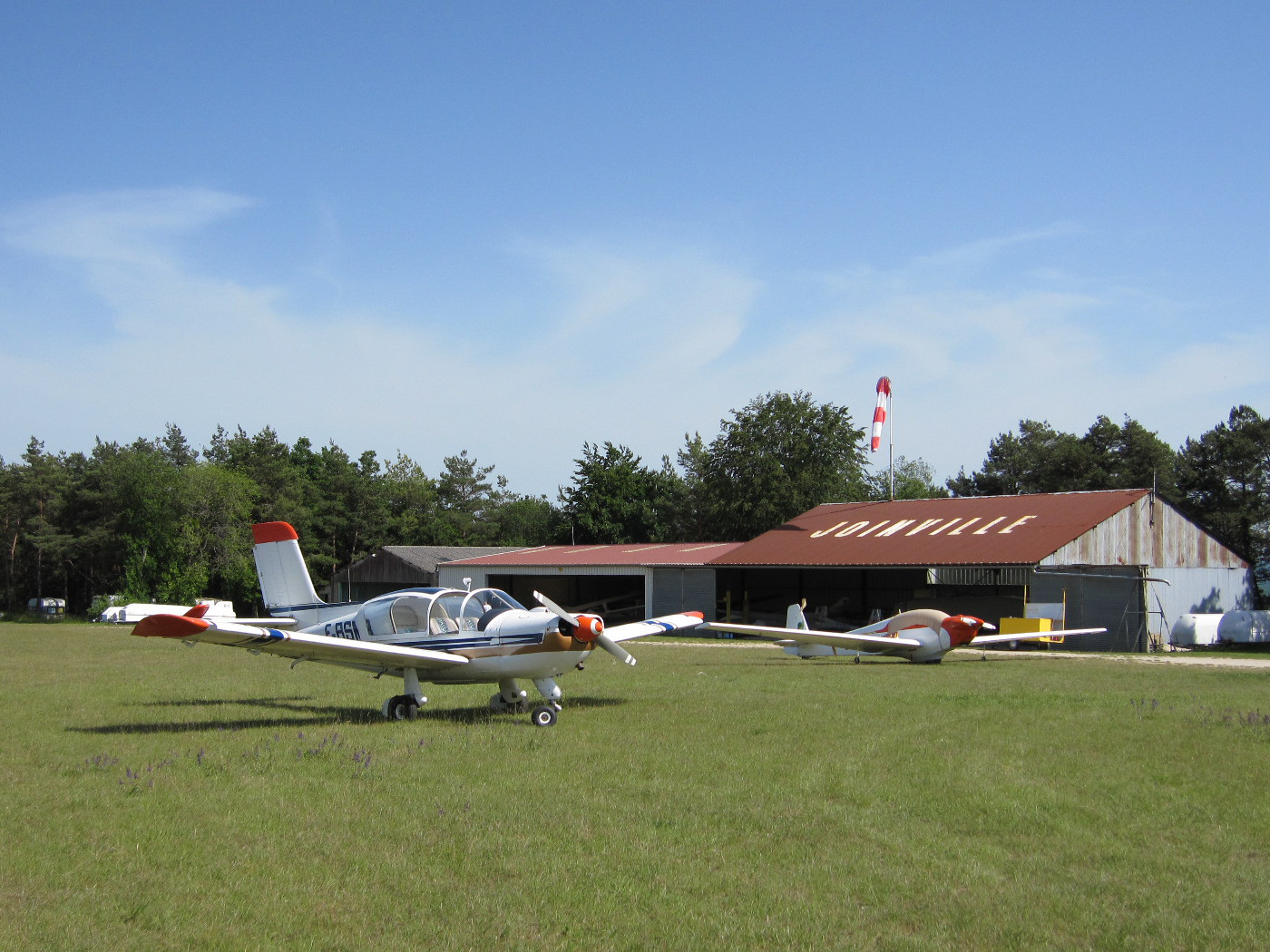
Hangar

## Activités
L'aérodrome est principalement utilisé pour le vol à voile :
- Association Vol à Voile Saint-Dizier Joinville Mussey